# بول كيل
بول كيل (بالإنجليزية: Paul Kell)‏ هو لاعب كرة قدم أمريكية أمريكي، ولد في 8 يوليو 1915 في برينستون في الولايات المتحدة، وتوفي في 18 مايو 1977.

## وصلات خارجية
- بول كيل على موقع مرجع كرة القدم المحترفة.كوم (الإنجليزية)